# Jastew
Jastew is een plaats in het Poolse district Brzeski (Klein-Polen), woiwodschap Klein-Polen. De plaats maakt deel uit van de gemeente Dębno en telt 550 inwoners.